# Феодосійська затока
Феодосійська затока (крим. Kefe körfezi, Кефе корьфезі) — затока Чорного моря біля південно-східного берега Кримського півострова. На заході Феодосійська затока закінчується мисом святого Іллі, на сході — мисом Чауда. На бе́резі західної частини затоки розташоване місто Феодосія, від якого затока і отримала свою назву.
Довжина 13 км, ширина — 31 км. Глибина біля входу 20—28 м. Береги на сході низинні, облямовані піщаними пляжами, на заході піднесені й обривисті. Навпроти невисокої гори Опук, за 4 км від берега з води піднімається декілька скель, відомі як «Камені-кораблі», залишки гори Опук.
Температура прибережних вод взимку становить близько 4–7° вище нуля; в суворі зими на короткий час знижується до 1° нижче нуля, і біля берегів затоки утворюється крижаний припай.

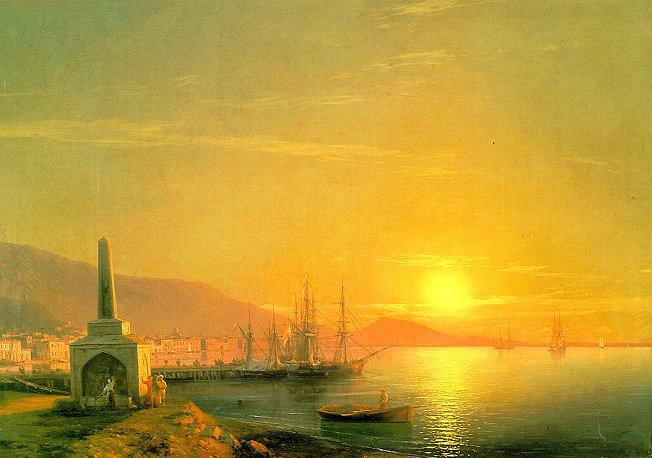
Іван Айвазовський «Феодосійська затока (Схід сонця у Феодосії)».

Феодосійська затока має рівне пологе дно. У західній частині затоки знаходиться Феодосійська бухта, в якій розташований Феодосійський морський торговельний порт. Берегова лінія в античності була значно далі, ніж зараз; у 1894 році на дні бухти були виявлені залишки древніх портових споруд. У 700 метрах від берега в морі встановлено пам'ятний знак учасникам Керченсько-Феодосійського десанту 1941 року. 16 січня 1942 року за 800 метрів від мису Іллі і 700 метрів від берега затоки на магнітній міні підірвався теплохід «Жан Жорес», що забезпечував десантну операцію. Теплохід втратив хід і був затоплений командою на глибині 15 метрів.
Труби теплохода «Жан Жорес» довгий час виступали з води, позначаючи місце затоплення судна. Надалі вони були зрізані, а місце затоплення позначено буєм. Оскільки надбудови теплохода розташовані на глибині всього 6 метрів, були випадки зіткнення із затопленим судном, що лежить у районі активного судноплавства.